# Eusterinx fragilis
Eusterinx fragilis là một loài tò vò trong họ Ichneumonidae.